# 宇野正紘
宇野 正紘（うの まさひろ、1940年12月24日 - 2005年5月27日）は、日本の経営者。ニッカウヰスキー社長を務めた。香川県出身。

## 経歴・人物
1963年に北海道大学農学部を卒業し、同年にニッカウヰスキーに入社。1990年に取締役に就任し、1996年に常務、1999年に専務を経て、2001年3月には社長に就任。
2005年5月27日腎不全のために死去。64歳没。